# Gelbe Liste
Die Gelbe Liste Pharmindex ist ein Arzneimittelverzeichnis für Deutschland. Sie wird von der Medizinische Medien Informations GmbH MMI in Langen herausgegeben. Die Buchausgabe ist für verschiedene ärztliche Fachrichtungen verfügbar. Im Oktober 2021 enthielt diejenige für Allgemeinmediziner über 27.000 Präparate mit allen wichtigen Informationen zu Anwendungsgebieten, Kontraindikationen, Arzneimittelwechselwirkungen, Nebenwirkungen, Dosierung, Packungsgrößen und Preisen. Das zweimal jährlich erscheinende Buch (Auflage je 43.000 Exemplare) und die viermal im Jahr aktualisierte CD-Version (91.500 Exemplare) sind für niedergelassene Ärzte im Streuversand kostenlos. Die Online-Version ist ebenfalls kostenfrei, den vollen Funktionsumfang können jedoch ausschließlich medizinisch-pharmazeutische Fachkreise nutzen. Finanziert wird sie durch Werbung.
Die Veröffentlichung von Präparaten liegt in der Verantwortung der Unternehmen. Die „Gelbe Liste“ ist im Umfang der enthaltenen Präparate mit der Roten Liste vergleichbar, setzt aber in Bezug auf Informationsgehalt und Strukturierung andere Schwerpunkte. Außer nach Handelsnamen, Herstellern, Arzneimittelgruppen und Wirkstoffen kann z. B. auch nach Stichwörtern gesucht werden. Eine ATC-Systematik ist ebenfalls enthalten. Eine weitere Besonderheit ist die „Identa“-Suche, welche die Identifizierung von Tabletten und Kapseln anhand ihres Aussehens ermöglicht. Zusätzlich sind Informationen über die Teilbarkeit eines Präparates enthalten.